# Croix des Douze Apôtres

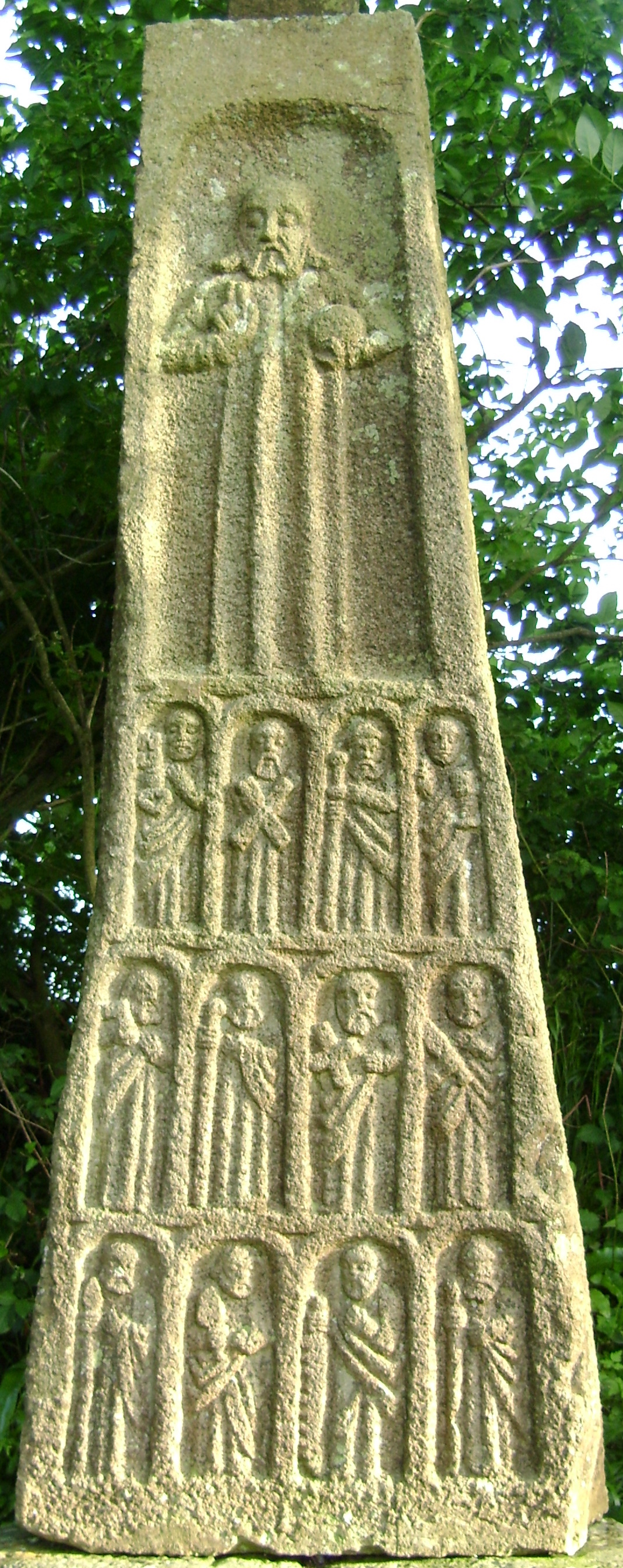
La Croix des Douze Apôtres

Einer der ersten christianisierten Menhire der Bretagne ist das Croix des Douze Apôtres (das Kreuz der 12 Apostel) oder der Menhir von Rungléo. Es steht in Rungléo, im Osten von Logonna-Daoulas, an der alten Straße nach Hôpital-Camfrout im Département Finistère in Frankreich.
Der 2,18 m lange ursprüngliche Menhir oder Meilenstein wurde zwischen der Romanik und dem 15. Jahrhundert christianisiert. Es hat auf seiner Spitze ein Kreuz und an einer Seite ein in vier Nischenreihen unterteiltes Flachrelief. Die obere Nische zeigt Christus, der mit seiner rechten Hand segnet und in seiner linken einen Globus hält. Darunter befinden sich drei Reihen mit je vier Nischen mit einem Apostel.

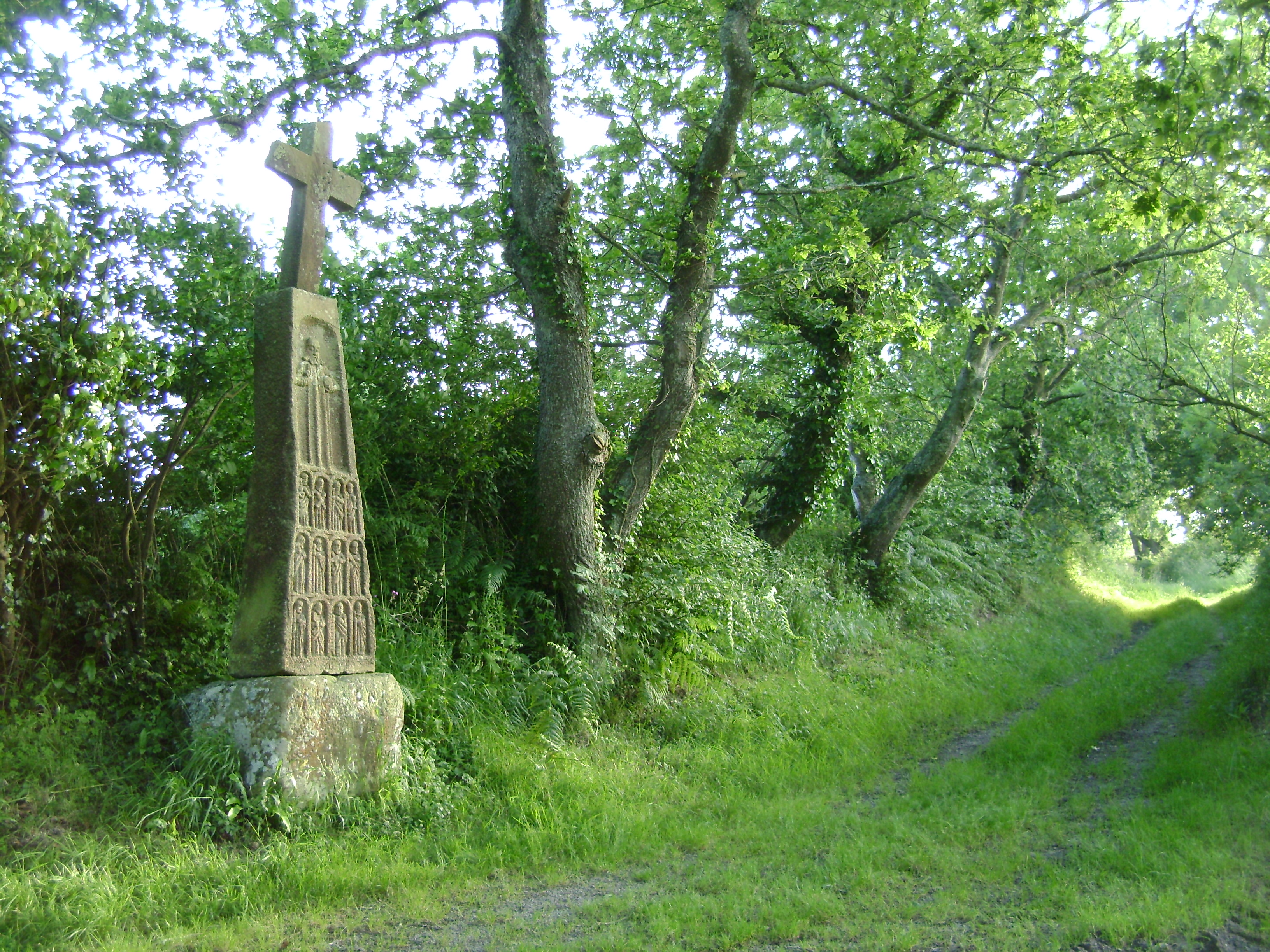
La Croix des Douze Apôtres

Andere Steinmonumente, die die zwölf Apostel in drei Reihen zu jeweils Vieren darstellen, existieren im County Kildare in Irland: die Hochkreuze in Moone, Castledermot und Old Kilcullen.